# ジャズ・オリジナル (ピー・ウィー・ラッセルのアルバム)
『ジャズ・オリジナル』(Jazz Original) は、ディキシーランド・ジャズのクラリネット奏者ピー・ウィー・ラッセルが、その活動初期にあたる1938年から1945年に残した様々な名義による音源を集めたコンピレーション・アルバムで、1997年にコモドア・レコードからCDとしてリリースされた。SP盤として発表されなかった別テイクの音源も様々なものが収録されている。
なお、時代やスタイルが異なることもあり、一部の論者が用いる専門用語としての「ジャズ・オリジナル」にあたる楽曲は取り上げられていない。

## トラックリスト
曲名の日本語表記はディスクユニオン、別テイク (alternate) 表示の有無と、演奏時間は Discogsによる。
エディー・コンドンと彼のウィンド・シティ・セブン (Eddie Condon And His Windy City Seven)
- 1938年1月17日録音
1. ラヴ・イズ・ジャスト・アラウンド・ザ・コーナー (Love Is Just Around The Corner - 3:06
- 1938年7月12日録音
2. エンブレイサブル・ユー (Embraceable You) - 4:02
3. セレナーデ・トゥ・シャイロック (Serenade To A Shylock) - 4:34
4. セレナーデ・トゥ・シャイロック（別テイク） - 4:33

エディー・コンドンと彼のバンド (Eddie Condon And His Band)
- 1938年11月12日録音
5. サンデイ（別テイク）(Sunday - Alternate) - 2:59
- 1939年11月30日録音
6. ナン・オブ・マイ・ジェリー・ロール ((I Ain't Gonna Give Nobody) None Of My Jelly Roll) - 2:56
- 1940年11月14日録音
7. ジョージア・グラインド (Georgia Grind) - 2:57

ザ・スリー・デューシズ (The Three Deuces)
- 1941年3月25日録音
8. ジグ・ウォーク (Jig Walk) - 2:41
9. デューセズ・ワイルド (Deuces Wild) - 2:55
10. ザ・ラスト・タイム・アイ・ソウ・シカゴ (The Last Time I Saw Chicago) - 2:55
11. アバウト・フェイス (About Face) - 2:48

エディー・コンドンと彼のバンド (Eddie Condon And His Band)
- 1942年1月28日録音
12. ドント・リーヴ・ミー，ダディ (Don't Leave Me, Daddy) - 2:35

マグシー・スパニアと彼のラグタイマース (Muggsy Spanier And His Ragtimers)
- 1944年9月27日録音
13. ロゼッタ (Rosetta) - 3:14

ワイルド・ビル・デイヴィソンと彼のコモドアーズ (Wild Bill Davison And His Commodores)
- 1945年1月19日録音
14. スクィーズ・ミー（別テイク）(Squeeze Me - Alternate) - 2:30

ピー・ウィー・ラッセルのホット・フォー (Pee Wee Russell's Hot Four)
- 1944年9月30日録音
15. テイク・ミー・トゥ・ザ・ランド・オブ・ジャズ (Take Me To The Land Of Jazz) - 3:02
16. テイク・ミー・トゥ・ザ・ランド・オブ・ジャズ（別テイク） (Take Me To The Land Of Jazz - Alternate) - 3:02
17. ローズ・オブ・ワシントン・スクエア (Rose Of Washington Square) - 2:39
18. ローズ・オブ・ワシントン・スクエア（別テイク） (Rose Of Washington Square - Alternate) - 2:44
19. キーピン・アウト・オブ・ミスチーフ・ナウ（別テイク）(Keepin' Out Of Mischief Now - Alternate) -3:04
20. D．A．ブルース (D.A. Blues) - 3:48
21. D．A．ブルース（別テイク） (D.A. Blues - Alternate) - 3:26
22. ウエイリン D．A． ブルース (Wailin' D.A. Blues) - 3:59